# Будапештське гето
Будапештське гето — єврейське гето, утворене нацистами в Будапешті в листопаді 1944 року в рамках політики переслідування і знищення євреїв. В січні 1945 року звільнено наступальними радянськими військами.

## Історія
Переслідування євреїв в Угорщині почалося з 1938 року правим націоналістичним режимом Міклоша Горті. У 1941 році в Будапешті мешкало 184 тис. євреїв і 62 тис. вихрестів (хрещених євреїв), які відповідно до антиєврейских законів піддавалися репресіям.

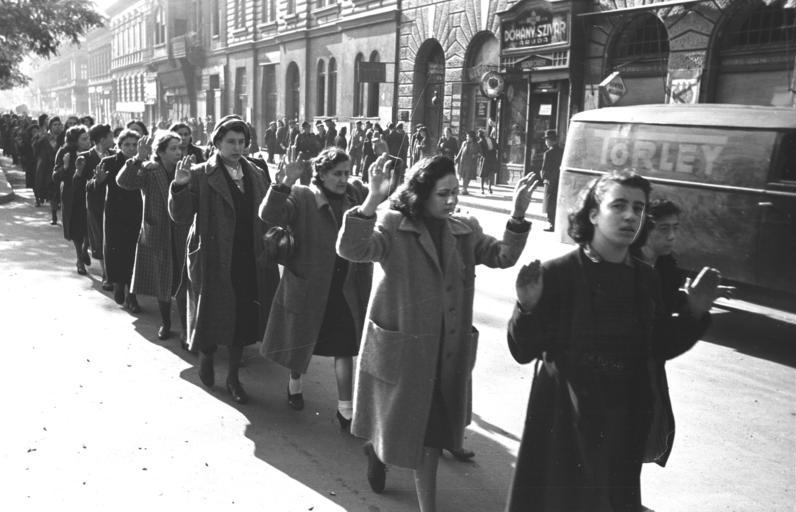
Масові арешти євреїв в Будапешті

У березні 1944 року німецькі війська окупували Угорщину. Багато євреїв було арештовано. Створення гето в провінції почалося в квітні 1944 року і слідом за цим почалася депортація в табори смерті.
15 червня 1944 р. міністр внутрішніх справ Угорщини видав наказ о створенні гето в Будапешті. Згідно з наказом, під гето було виділено 2000 домів, позначених жовтими зірками і відгороджених парканом. Всього у гето планувалося переселити 220 тис. євреїв. 25 червня для євреїв Будапешта було введено комендантську годину.
Мешканців гето почали депортувати у концтабори зразу після його заснування. За часи окупації Угорщини єврейське населення Будапешта скоротилося з 200 тисяч до 70 тисяч людей в гето. Близько 20 тисяч людей проживало у домах за межами гето, користуючись документами, виданими дипломатами нейтральних країн (у тому числі Раулем Валленбергом і Джорджо Перласка).

## Збереження і звільнення гето
Каролі Сабо, співробітник посольства Швеції у Будапешті, привернув до себе особливу увагу 24 грудня 1944 р. як член «Партії схрещених стріл», яка зайняла будівлю посольства на вулиці Gyopár. Він врятував 36 викрадених співробітників з Будапештського гето. Ця дія привернула увагу Рауля Валленберга. Сабо погодився зустрітися зі своїм впливовим другом, Палем Салаєм, співробітником поліції високого рангу. Зустріч відбулася в ніч на 26 грудня. Ця зустріч була підготовкою до збереження Будапештського гето у січні 1945 року.

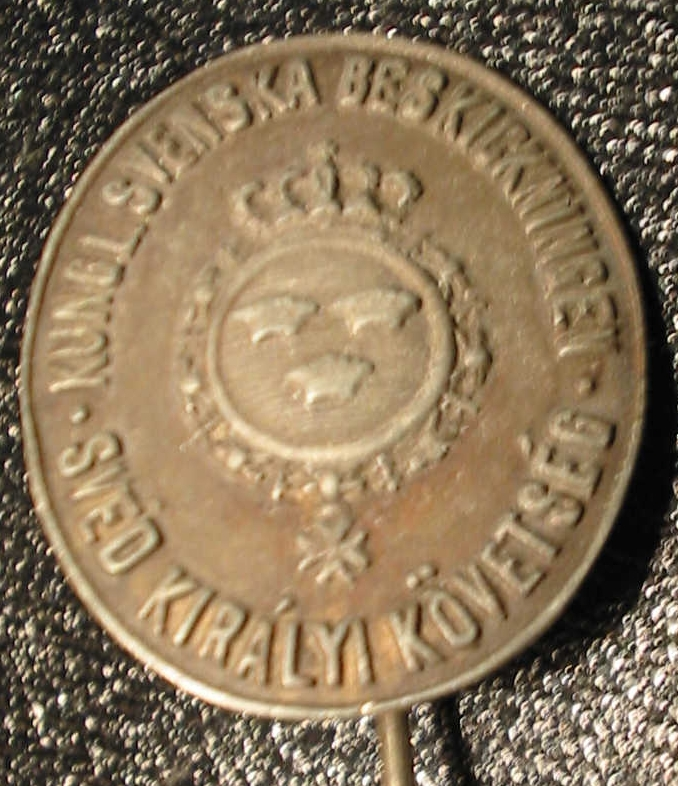
Шведська дипломатична місія Будапешта 1944 р. — значок Каролі Сабо

Пал Салаї (Paul Sterling) забезпечував Рауля Валленберга особливим сприянням та державною інформацією. На другому тижні січня 1945, Рауль Валленберг з'ясував, що Адольф Ейхманн спланував розстріл найбільшого єврейського гето у Будапешті. Єдиним, хто міг це зупинити, була людина, яка несла відповідальність за проведення масової розправи — командувач німецькими військами в Угорщині генерал Герхард Шмідхубер.
Через Поля Салаї Валленберг направив генералу Шмідхуберу записку, в якій обіцяє, що він, Рауль Валленберг, переконає, що генерал несе персональну відповідальний за різанину і що він буде повішений як військовий злочинець після закінчення війни. Генерал знав, що війна закінчиться скоро, і що німці програють. Вбивство було зупинено в останню хвилину завдяки мужності і сміливим діям Валленберга.
За словами Джорджо Перласка, який узимку 1944 року став генеральним консулом Іспанії в Угорщині і врятував 5218 євреїв, історія збереження гето була іншою.
Коли Перласка був у ролі іспанського консула, він дізнався про намір спалити гето. Шокований неймовірністю такого, він попросив провести безпосередню зустріч з міністром внутрішніх справ Угорщини Gábor Vajna, в підвалі муніципалітету Будапешта, де знаходилася його офіс, і погрожував фіктивними правовими та економічними заходами проти «3000 угорських громадян» (насправді меншому числу), проголошеними Перласкою жителями Іспанії, а також ставленням двох латиноамериканських урядів, щоб змусити міністра відкликати проект. Це дійсно сталося у наступні дні.
18 січня 1945 гето було звільнено частинами 151-ї Червонопрапорної Жмеринської дивізії, при цьому охорона гето чинила опір. За словами одного з учасників боїв, гето було підготовлене до вибуху. До цього моменту у гето і у приміщеннях, підконтрольних дипломатичним місіям нейтральних країн, перебувало близько 94 тисяч євреїв.

## Пам'ять

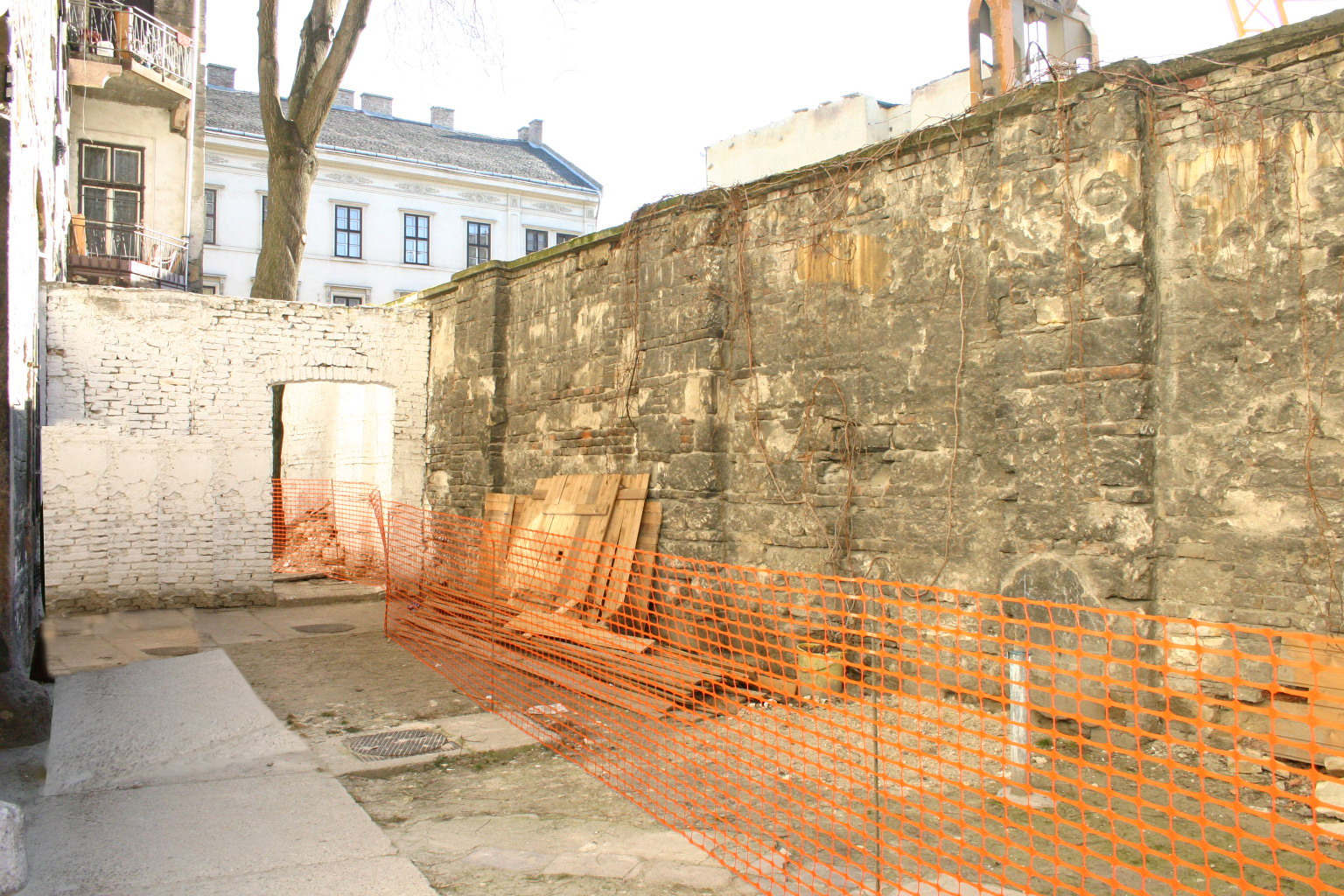
стіна/мур Будапештського гето

2005 року в пам'ять про жертв Голокосту на набережнії Дунаю встановлений меморіал.
Остання ділянка стіни гето, що ще залишалася, була розібрана у 2006 році під час будівельних робіт. Вона була розташована на задньому дворі будівлі (№ 15 по вул. Кіраль) це була стара кам'яна стіна, яку нацисти використовували у 1944 році, додавши до неї колючого дроту.
Меморіальна стіна була зведена на цьому ж місці 2008 року, з використанням деяких оригінальних матеріалів, але не відтворюючи точним деталі. Проте в деяких районах єврейського кварталу ще залишаються крихітні шматочки оригінальної стіни.